# Jens Gaiser
Jens Gaiser (Freudenstadt, 15 de agosto de 1978) es un deportista alemán que compitió en esquí en la modalidad de combinada nórdica. 
Participó en dos Juegos Olímpicos de Invierno, en los años 2002 y 2006, obteniendo una medalla de plata en Turín 2006, en la prueba por equipo (junto con Björn Kircheisen, Georg Hettich y Ronny Ackermann).

## Palmarés internacional
| Juegos Olímpicos | Juegos Olímpicos | Juegos Olímpicos | Juegos Olímpicos         |
| Año              | Lugar            | Medalla          | Prueba                   |
| ---------------- | ---------------- | ---------------- | ------------------------ |
| 2006             | Turín (Italia)   | Medalla de plata | TN + 4 × 5 km por equipo |